# Didier Drogba
Didier Yves Drogba Tébily (Abidjan, 11 de março de 1978) é um ex-futebolista marfinense que atuava como centroavante. Atualmente ocupa o cargo de embaixador da saúde e esporte na OMS.[carece de fontes?]
Ídolo do Chelsea, ganhou importantes títulos pela equipe, como a Liga dos Campeões da UEFA de 2011–12. Drogba tinha como principais atributos a força física, habilidade no jogo aéreo e poder para manter a posse de bola. No auge de sua carreira, era considerado um dos melhores atacantes e jogadores do mundo, e também era a estrela principal de seu país natal.[carece de fontes?] Apesar de ser um centroavante, era especialista em cobranças de falta. Em 2007 e 2010, foi o artilheiro da Premier League, além de artilheiro da Copa da UEFA em 2004.
Por seu envolvimento na liderança pelo processo de paz em seu país, Drogba foi apontado como uma das 100 pessoas mais influentes do mundo pela Time em 2010. Em 2021, foi nomeado para a seleção africana de todos os tempos da IFFHS.

## Infância e juventude
O talento de Drogba para o futebol, começou a revelar-se ainda muito cedo. Ao dar conta da "pérola" que tinha na família, o seu tio Michael Goba, que jogava no futebol francês, convenceu os pais do jovem Drogba para que tentasse a sorte na França.
Inicialmente jogador de lateral-direito, foi convencido por seu tio a jogar no ataque. Entretanto, sem oportunidades, o garoto resolveu voltar à Costa do Marfim. Mas o destino encarregou-se de dar outra chance a ele, quando a sua família, devido às dificuldades econômicas do país, teve de emigrar definitivamente para a França, em 1989.

## Carreira

### Futebol francês
Nas categorias de base do Levallois, Drogba foi formando o seu estilo e o seu corpo, até que em meados de 1998, o Le Mans, da segunda divisão, decidiu contratá-lo. Duas temporadas e meia depois bastariam para dar o salto para o mais alto nível do futebol, com a camisa do Guingamp da primeira divisão, onde marcou 20 gols em uma temporada.
Um contributo que não passou despercebido no sul da França, onde o Olympique de Marseille, um dos principais clubes do país, aceitou pagar cerca de cinco milhões de euros por seu passe. A raça e a potência de Drogba valeram-lhe em poucos jogos a admiração dos torcedores marselheses e o marfinense foi o vice-artilheiro da Ligue 1, além de ser eleito o melhor jogador do Campeonato Francês e de ter levado a sua equipe à final da Copa da UEFA, que perderia para o Valencia, de Rafael Benitez.

### Chelsea

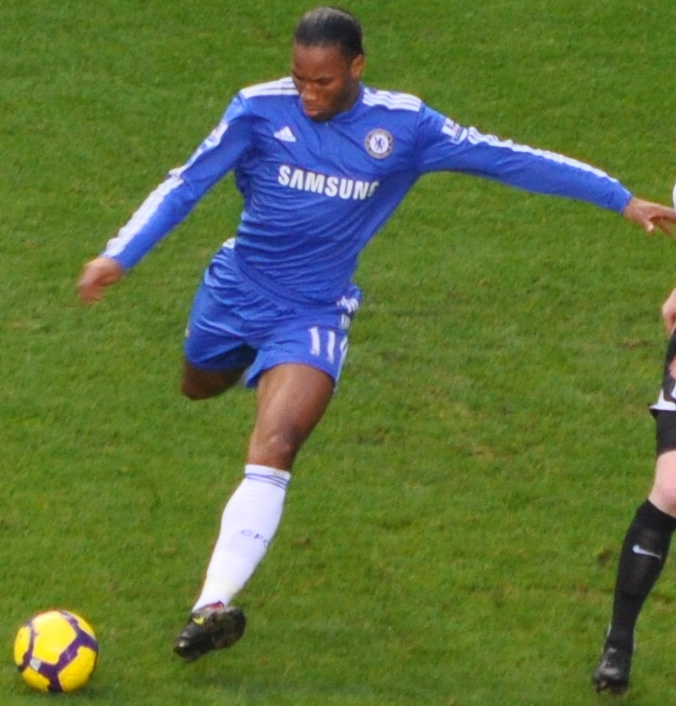
Drogba atuando pelo Chelsea em 2009

Em seguida, o treinador português José Mourinho, recém-chegado ao Chelsea, logo ordenou sua aquisição. Drogba chegou ao Chelsea em julho de 2004, por cerca de 24 milhões de libras (cerca de 90 milhões de reais. Na época, foi a contratação mais cara da história do clube.
Embora uma série de lesões o impedisse de mostrar sempre o seu melhor pela equipe, "Drogs", como foi apelidado, em sua primeira temporada, teve uma grande participação na reconquista da Premier League, cinquenta anos após o último título da equipe no torneio. O time também chegou às semifinais da Liga dos Campeões.
Rapidamente tornou-se um dos ídolos e jogadores-símbolo dos Blues, a ponto de sua insatisfação com Luiz Felipe Scolari, que insistia em deixá-lo fora do time titular (embora o marfinense estivesse voltando de lesão) e que não permitiu sua negociação em janeiro de 2009 ter sido um dos motivos que determinaram a saída prematura do técnico brasileiro, no mês seguinte.
Na temporada 2009–10, sua quinta pelos Chelsea, o centroavante chegou a marca de 100 gols com a camisa do clube, fixando-se na lista dos maiores artilheiros da história dos Blues.
Em 19 de maio de 2012, Drogba ajudou o Chelsea à conquistar o seu primeiro título da Champions League, ao marcar o gol de empate (1–1) aos 88 minutos de jogo, contra o Bayern, em plena Allianz Arena. Nos pênaltis, o jogador ainda converteu a cobrança que selou o título (4–3). Ao final do partida, foi eleito pela UEFA o melhor jogador em campo, e entrou de vez na galeria de grandes ídolos da história do clube londrino. Dias depois, em 22 de maio, o Chelsea confirmou sua saída no final da temporada. Em dezembro, Drogba foi eleito pelos próprios torcedores do clube londrino como o melhor jogador da história do Chelsea.

### Shanghaï Shenhua
Em 20 de junho de 2012, após oito temporadas defendendo o Chelsea, o jogador anunciou sua transferência ao clube chinês Shanghai Shenhua, sob um contrato de dois anos e meio de duração.

### Galatasaray

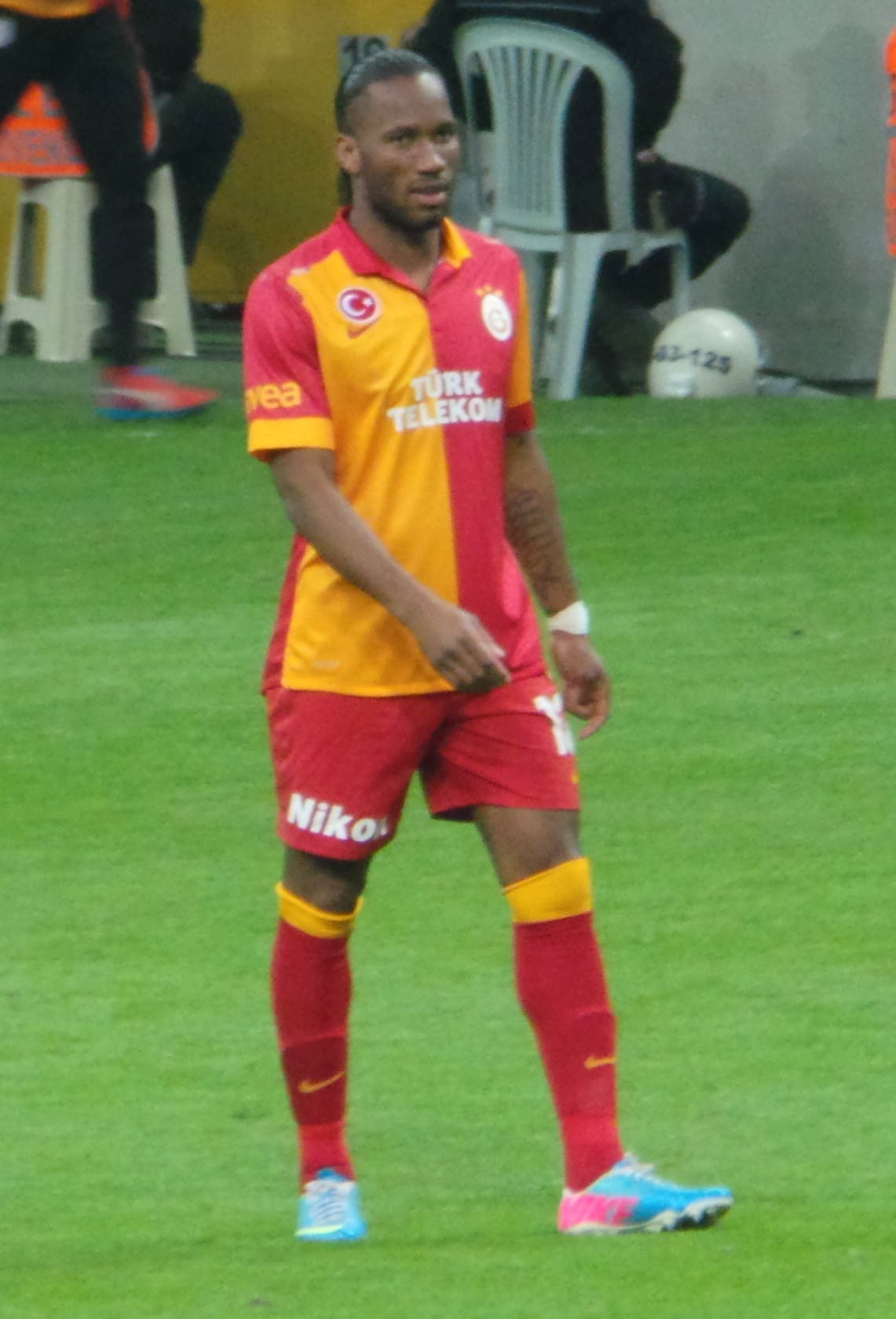
Drogba atuando pelo Galatasaray em 2013

Em 27 de janeiro de 2013, Drogba foi confirmado como novo reforço do Galatasaray, da Turquia. O atacante passou a receber um salário de 4 milhões por temporada, além de 15 mil euros por partida. No entanto, no dia 30 de janeiro, o Shanghai Shenhua divulgou um comunicado de imprensa que Drogba seria romper unilateralmente o seu contrato se ele fosse para o Galatasaray.
Drogba argumentou que não tinha sido pago pelo clube e pediu a FIFA, órgão regulador do esporte, para invalidar seu contrato. Em fevereiro de 2013, a FIFA concedeu uma licença temporária para ele jogar no Galatasaray enquanto aguarda o resultado da disputa do contrato.
Em 15 de fevereiro, Drogba marcou seu gol na estreia pelo Galatasaray apenas cinco minutos depois de sair do banco contra Akhisar Belediyespor em uma partida que terminou 2–1 para sua equipe.
Em 6 de abril, Drogba marcou duas vezes na partida contra o Mersin İdmanyurdu que terminou 3–1 também para sua equipe. Em 9 de abril, Drogba marcou seu primeiro gol pelo Galatasaray na Liga dos Campeões, contra o Real Madrid.[carece de fontes?] Em 20 de abril, também marcou contra o Elazigspor ajudando a equipe a vencer por 3–1.
No fim da temporada 2013-14, em 18 de maio de 2014, anunciou que não renovará seu contrato com o Galatasaray.

### Retorno ao Chelsea
No dia 25 de julho de 2014, o Chelsea através do seu site oficial, deu as boas-vindas ao atacante, com um contrato de um ano. Depois de uma temporada sendo pouco utilizado, mas marcando gols importantes, ele se despediu novamente do Chelsea, com mais um título inglês em seu currículo.

#### Saída
Na temporada 2014–15, em um jogo onde o Chelsea ganhou de 3–1 do Sunderland no Stamford Bridge, Drogba se machucou no primeiro tempo e saiu de campo carregado pelos colegas de time em uma forma de homenagem, sendo ovacionado pela torcida. O jogador se despediu do Chelsea como o maior artilheiro estrangeiro da história dos Blues, com 164 gols.

### Montreal Impact
Após assinar um contrato de 18 meses com o Montreal Impact, do Canadá, Drogba recuperou o faro de gol e voltou a balançar as redes. Logo em sua estreia, no dia 6 de setembro de 2015, o marfinense marcou um hat-trick contra o Chicago Fire, numa partida vencida de virada pela sua equipe por 4–3. Continuando a boa fase, em seguida marcou os dois gols da vitória por 2–0 sobre o D.C. United, chegando assim a nove gols na MLS.
Voltou a fazer três gols na goleada por 5–1 do Montreal Impact sobre o Philadelphia Union, em jogo que foi disputado no Canadá. O show de Drogba começou aos 19 minutos do primeiro tempo, quando aproveitou um cruzamento da esquerda e apenas tocou para a rede. No fim do primeiro tempo, o Montreal recuperou uma bola no meio de campo, Piatti entrou livre, finalizou e o goleiro Blake defendeu. No rebote, outro gol do veterano marfinense. Na etapa final, Drogba encerrou seu show particular aos sete minutos. Ele recebeu bela assistência de Piatti, entrou livre e apenas tocou na saída de Blake para comemorar. Após ser substituído, o atacante deixou o campo ovacionado.

### Phoenix Rising e aposentadoria
No dia 12 de abril de 2017, Drogba acertou com o Phoenix Rising, clube norte-americano que disputa a USL. Ele também se tornou coproprietário do clube, tornando-se o primeiro jogador-proprietário de um clube de futebol na história.
Em 14 de novembro, aos 39 anos, Didier Drogba anunciou que se aposentaria em 2018.

## Seleção Marfinense

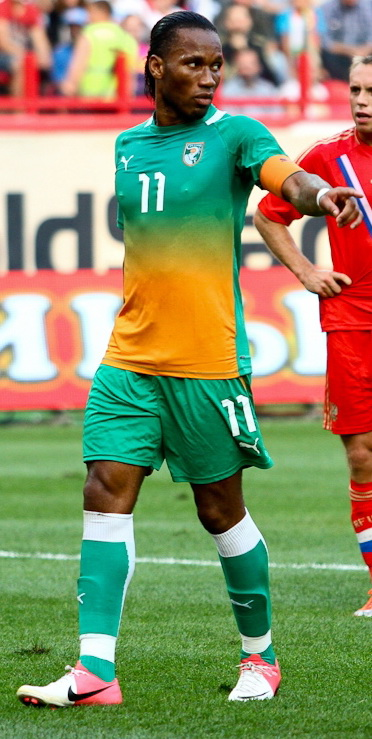
Drogba atuando pela Costa do Marfim em 2012

No auge de sua forma, foi fundamental à Costa do Marfim na classificação para as Copas do Mundo de 2006 e 2010, que foi realizada no seu continente natal. Posteriormente também disputaria a edição de 2014.
Já célebre, comandou a Costa do Marfim rumo à classificação da primeira Copa do Mundo de sua Seleção, a de 2006, conseguindo a vaga com um ponto de diferença sobre Camarões (que não eram eliminados da disputa desde 1985) de Samuel Eto'o, tendo eliminado também o Egito, do seu ex-companheiro de Olympique Ahmed Hossam.
Já nas eliminatórias africanas para a Copa do Mundo 2010, a Costa do Marfim obteve sua classificação com mais facilidade e antecedência, já que as outras seleções de sua chave eram muito inferiores. Foi uma das primeiras seleções a se classificar para o torneio.
Após uma forte dividida com o brasileiro naturalizado japonês Marcus Túlio Tanaka, em um amistoso contra o Japão realizado no dia 4 de junho de 2010, Drogba sofreu uma fratura no cotovelo direito. Porém, passou por uma cirurgia e teve uma rápida recuperação. Como capitão do selecionado marfinense, atuou nas três partidas dos Elefantes no Grupo G.
Em agosto de 2014, depois de três Copas do Mundo disputadas (2006, 2010 e 2014), Drogba anunciou sua aposentadoria da Costa do Marfim. Sua última partida pelo time laranja foi uma derrota por 2–1 para a Grécia, em 24 de junho, que acabou eliminando o time do mundial realizado no Brasil. Através da sua conta no Twitter, Drogba anunciou: "É com muito pesar que anuncio que me aposento do futebol internacional. Estes 12 anos foram cheios de emoção. Desde minha primeira convocação até meu último jogo, sempre procurei dar tudo de mim". O marfinense ainda declarou: "Eu não consigo expressar o quanto agradeço aos fãs por todo o amor e apoio recebidos durante esses anos. Todos os meus gols, todos os meus limites, todas as nossas vitórias são para vocês — eu amo vocês".
Assim, o atacante encerrou seu ciclo como o maior artilheiro da Costa do Marfim, com 65 gols marcados em 105 jogos. Atuou em três edições de Copa do Mundo, tendo marcado dois gols, sendo um contra a Argentina, em 2006, e outro contra o Brasil em 2010. Foi vice-campeão da Copa Africana de Nações em duas oportunidades: a primeira em 2006 e a segunda em 2012, em que marcou três gols, sendo assim um dos artilheiros desta edição do torneio. Também conquistou um 4° lugar com os marfinenses na edição de 2008. Drgoba também foi o artilheiro das Eliminatórias Africanas para a Copa do Mundo de 2006, alcançando a incrível marca de 12 gols marcados.

## Estatísticas
Atualizadas até 25 de agosto de 2012

### Clubes
| Clube                  | Temporada         | Ligue 2           | Ligue 2           | Copa da França | Copa da França | Copa da Liga Francesa | Copa da Liga Francesa | Competições europeias | Competições europeias | Outros | Outros | Total | Total |
| Clube                  | Temporada         | Jogos             | Gols              | Jogos          | Gols           | Jogos                 | Gols                  | Jogos                 | Gols                  | Jogos  | Gols   | Jogos | Gols  |
| ---------------------- | ----------------- | ----------------- | ----------------- | -------------- | -------------- | --------------------- | --------------------- | --------------------- | --------------------- | ------ | ------ | ----- | ----- |
| Le Mans                | 1998–99           | 2                 | 0                 | 0              | 0              | 0                     | 0                     | –                     | –                     | –      | –      | 2     | 0     |
| Le Mans                | 1999–00           | 30                | 7                 | 0              | 0              | 2                     | 0                     | –                     | –                     | –      | –      | 32    | 7     |
| Le Mans                | 2000–01           | 11                | 0                 | 3              | 1              | 0                     | 0                     | –                     | –                     | –      | –      | 14    | 1     |
| Le Mans                | 2001–02           | 21                | 5                 | 1              | 1              | 2                     | 1                     | –                     | –                     | –      | –      | 24    | 7     |
| Le Mans                | Total             | 64                | 12                | 4              | 2              | 4                     | 1                     | –                     | –                     | –      | –      | 72    | 15    |
| Clube                  | Temporada         | Ligue 1           | Ligue 1           | Copa da França | Copa da França | Copa da Liga Francesa | Copa da Liga Francesa | Competições europeias | Competições europeias | Outros | Outros | Total | Total |
| Clube                  | Temporada         | Jogos             | Gols              | Jogos          | Gols           | Jogos                 | Gols                  | Jogos                 | Gols                  | Jogos  | Gols   | Jogos | Gols  |
| Guingamp               | 2001–02           | 11                | 3                 | 0              | 0              | 0                     | 0                     | –                     | –                     | –      | –      | 11    | 3     |
| Guingamp               | 2002–03           | 34                | 17                | 3              | 4              | 2                     | 0                     | –                     | –                     | –      | –      | 34    | 21    |
| Guingamp               | Total             | 45                | 20                | 3              | 4              | 2                     | 0                     | –                     | –                     | –      | –      | 45    | 24    |
| Clube                  | Temporada         | Ligue 1           | Ligue 1           | Copa da França | Copa da França | Copa da Liga Francesa | Copa da Liga Francesa | Competições europeias | Competições europeias | Outros | Outros | Total | Total |
| Clube                  | Temporada         | Jogos             | Gols              | Jogos          | Gols           | Jogos                 | Gols                  | Jogos                 | Gols                  | Jogos  | Gols   | Jogos | Gols  |
| Olympique de Marseille | 2003–04           | 35                | 19                | 2              | 1              | 2                     | 1                     | 16                    | 11                    | –      | –      | 55    | 34    |
| Olympique de Marseille | Total             | 35                | 19                | 2              | 1              | 2                     | 1                     | 16                    | 11                    | –      | –      | 55    | 32    |
| Clube                  | Temporada         | Premier League    | Premier League    | FA Cup         | FA Cup         | Copa da Liga Inglesa  | Copa da Liga Inglesa  | Competições europeias | Competições europeias | Outros | Outros | Total | Total |
| Clube                  | Temporada         | Jogos             | Gols              | Jogos          | Gols           | Jogos                 | Gols                  | Jogos                 | Gols                  | Jogos  | Gols   | Jogos | Gols  |
| Chelsea                | 2004–05           | 26                | 10                | 2              | 0              | 4                     | 1                     | 9                     | 5                     | –      | –      | 41    | 16    |
| Chelsea                | 2005–06           | 29                | 12                | 3              | 1              | 1                     | 0                     | 7                     | 1                     | 1      | 2      | 41    | 16    |
| Chelsea                | 2006–07           | 36                | 20                | 6              | 3              | 5                     | 4                     | 12                    | 6                     | 1      | 0      | 60    | 33    |
| Chelsea                | 2007–08           | 19                | 8                 | 1              | 0              | 1                     | 1                     | 11                    | 6                     | –      | –      | 32    | 15    |
| Chelsea                | 2008–09           | 24                | 5                 | 6              | 3              | 2                     | 1                     | 10                    | 5                     | –      | –      | 42    | 14    |
| Chelsea                | 2009–10           | 32                | 29                | 4              | 3              | 2                     | 2                     | 5                     | 3                     | 1      | 0      | 44    | 37    |
| Chelsea                | 2010–11           | 36                | 11                | 2              | 0              | 0                     | 0                     | 7                     | 2                     | 1      | 0      | 46    | 13    |
| Chelsea                | 2011–12           | 24                | 5                 | 3              | 2              | 0                     | 0                     | 8                     | 6                     | 0      | 0      | 35    | 13    |
| Chelsea                | Total             | 226               | 100               | 27             | 12             | 15                    | 9                     | 69                    | 34                    | 4      | 2      | 341   | 157   |
| Clube                  | Temporada         | Superliga Chinesa | Superliga Chinesa | Copa da China  | Copa da China  | Copa da Liga          | Copa da Liga          | Competições asiáticas | Competições asiáticas | Outros | Outros | Total | Total |
| Clube                  | Temporada         | Jogos             | Gols              | Jogos          | Gols           | Jogos                 | Gols                  | Jogos                 | Gols                  | Jogos  | Gols   | Jogos | Gols  |
| Shanghai Shenhua       | 2012              | 11                | 8                 | 0              | 0              | –                     | –                     | 0                     | 0                     | 0      | 0      | 11    | 8     |
| Shanghai Shenhua       | Total             | 11                | 8                 | 0              | 0              | –                     | –                     | 0                     | 0                     | 0      | 0      | 11    | 8     |
| Total na carreira      | Total na carreira | 381               | 159               | 36             | 19             | 23                    | 11                    | 85                    | 45                    | 4      | 2      | 529   | 228   |

### Seleção Marfinense
| Seleção         | Ano   | Amistoso | Amistoso | Competições internacionais | Competições internacionais | Total | Total |
| Seleção         | Ano   | Jogos    | Gols     | Jogos                      | Gols                       | Jogos | Gols  |
| --------------- | ----- | -------- | -------- | -------------------------- | -------------------------- | ----- | ----- |
| Costa do Marfim | 2002  | 0        | 0        | 1                          | 0                          | 1     | 0     |
| Costa do Marfim | 2003  | 4        | 1        | 3                          | 3                          | 7     | 4     |
| Costa do Marfim | 2004  | 3        | 3        | 4                          | 3                          | 7     | 6     |
| Costa do Marfim | 2005  | 3        | 1        | 5                          | 6                          | 8     | 7     |
| Costa do Marfim | 2006  | 7        | 4        | 7                          | 4                          | 14    | 8     |
| Costa do Marfim | 2007  | 6        | 3        | 2                          | 1                          | 8     | 4     |
| Costa do Marfim | 2008  | 2        | 1        | 6                          | 3                          | 8     | 4     |
| Costa do Marfim | 2009  | 2        | 2        | 5                          | 6                          | 7     | 8     |
| Costa do Marfim | 2010  | 5        | 2        | 6                          | 2                          | 11    | 4     |
| Costa do Marfim | 2011  | 2        | 1        | 3                          | 4                          | 5     | 5     |
| Costa do Marfim | 2012  | 4        | 2        | 10                         | 7                          | 14    | 9     |
| Costa do Marfim | 2013  | 2        | 1        | 7                          | 3                          | 9     | 4     |
| Costa do Marfim | 2014  | 3        | 3        | 3                          | 0                          | 6     | 3     |
| Costa do Marfim | Total | 42       | 23       | 62                         | 42                         | 104   | 65    |

|     | Data                    | Local                             | Adversário           | Placar | Resultado | Competição                           |
| --- | ----------------------- | --------------------------------- | -------------------- | ------ | --------- | ------------------------------------ |
| 1.  | 1 de fevereiro de 2003  | Châteauroux, França               | Camarões             | 2–0    | 3–0       | Amistoso                             |
| 2.  | 8 de junho de 2003      | Abidjan, Costa do Marfim          | Burundi              | 1–0    | 6–1       | Elim. Copa das Nações Africanas 2004 |
| 3.  | 8 de junho de 2003      | Abidjan, Costa do Marfim          | Burundi              | 2–0    | 6–1       | Elim. Copa das Nações Africanas 2004 |
| 4.  | 8 de junho de 2003      | Abidjan, Costa do Marfim          | Burundi              | 3–0    | 6–1       | Elim. Copa das Nações Africanas 2004 |
| 5.  | 31 de março de 2004     | Radès, Tunísia                    | Tunísia              | 0–1    | 0–2       | Amistoso                             |
| 6.  | 31 de março de 2004     | Radès, Tunísia                    | Tunísia              | 0–2    | 0–2       | Amistoso                             |
| 7.  | 28 de abril de 2003     | Aix-les-Bains, França             | Guiné                | 1–0    | 4–2       | Amistoso                             |
| 8.  | 6 de junho de 2004      | Abidjan, Costa do Marfim          | Líbia                | 2–0    | 2–0       | Elim. Copa do Mundo 2006             |
| 9.  | 20 de junho de 2004     | Alexandria, Egito                 | Egito                | 1–2    | 1–2       | Elim. Copa do Mundo 2006             |
| 10. | 5 de setembro de 2004   | Abidjan, Costa do Marfim          | Sudão                | 1–0    | 5–0       | Elim. Copa do Mundo 2006             |
| 11. | 27 de março de 2005     | Abidjan, Costa do Marfim          | Benim                | 1–1    | 2–1       | Elim. Copa do Mundo 2006             |
| 12. | 27 de março de 2005     | Abidjan, Costa do Marfim          | Benim                | 2–1    | 2–1       | Elim. Copa do Mundo 2006             |
| 13. | 19 de junho de 2005     | Abidjan, Costa do Marfim          | Egito                | 1–0    | 2–0       | Elim. Copa do Mundo 2006             |
| 14. | 19 de junho de 2005     | Abidjan, Costa do Marfim          | Egito                | 2–0    | 2–0       | Elim. Copa do Mundo 2006             |
| 15. | 4 de setembro de 2005   | Abidjan, Costa do Marfim          | Camarões             | 1–1    | 2–3       | Elim. Copa do Mundo 2006             |
| 16. | 4 de setembro de 2005   | Abidjan, Costa do Marfim          | Camarões             | 2–2    | 2–3       | Elim. Copa do Mundo 2006             |
| 17. | 16 de novembro de 2005  | Genebra, Suíça                    | Itália               | 1–1    | 1–1       | Amistoso                             |
| 18. | 17 de janeiro de 2006   | Abu Dhabi, Emirados Árabes Unidos | Jordânia             | 1–0    | 1–0       | Amistoso                             |
| 19. | 21 de janeiro de 2006   | Cairo, Egito                      | Marrocos             | 1–0    | 1–0       | Elim. Copa do Mundo 2006             |
| 20. | 24 de janeiro de 2006   | Cairo, Egito                      | Líbia                | 1–0    | 1–0       | Elim. Copa do Mundo 2006             |
| 21. | 7 de fevereiro de 2006  | Alexandria, Egito                 | Nigéria              | 1–0    | 1–0       | Elim. Copa do Mundo 2006             |
| 22. | 4 de junho de 2006      | Bondoufle, França                 | Eslovênia            | 1–0    | 3–0       | Amistoso                             |
| 23. | 4 de junho de 2006      | Bondoufle, França                 | Eslovênia            | 2–0    | 3–0       | Amistoso                             |
| 24. | 10 de junho de 2006     | Hamburgo, Alemanha                | Argentina            | 1–2    | 1–2       | Copa do Mundo 2006                   |
| 25. | 15 de novembro de 2006  | Le Mans, França                   | Suécia               | 1–0    | 1–0       | Amistoso                             |
| 26. | 6 de fevereiro de 2007  | Ruão, França                      | Guiné                | 1–0    | 1–0       | Amistoso                             |
| 27. | 3 de junho de 2007      | Bouaké, Costa do Marfim           | Madagascar           | 5–0    | 5–0       | Elim. Copa das Nações Africanas 2008 |
| 28. | 17 de outubro de 2007   | Innsbruck, Áustria                | Áustria              | 1–1    | 3–2       | Amistoso                             |
| 29. | 17 de outubro de 2007   | Innsbruck, Áustria                | Áustria              | 3–2    | 3–2       | Amistoso                             |
| 30. | 12 de janeiro de 2008   | Cidade do Kuwait, Kuwait          | Kuwait               | 0–2    | 0–2       | Amistoso                             |
| 31. | 25 de janeiro de 2008   | Sekondi-Takoradi, Gana            | Benim                | 1–0    | 4–1       | Copa das Nações Africanas 2008       |
| 32. | 29 de janeiro de 2008   | Acra, Gana                        | Mali                 | 1–0    | 3–0       | Copa das Nações Africanas 2008       |
| 33. | 3 de fevereiro de 2008  | Sekondi-Takoradi, Gana            | Guiné                | 2–0    | 5–0       | Copa das Nações Africanas 2008       |
| 34. | 11 de fevereiro de 2009 | Esmirna, Turquia                  | Turquia              | 1–1    | 1–1       | Amistoso                             |
| 35. | 29 de março de 2009     | Abidjan, Costa do Marfim          | Malawi               | 2–0    | 5–0       | Elim. Copa do Mundo 2010             |
| 36. | 29 de março de 2009     | Abidjan, Costa do Marfim          | Malawi               | 3–0    | 5–0       | Elim. Copa do Mundo 2010             |
| 37. | 20 de Junho de 2009     | Ouagadougou, Burkina Faso         | Burquina Fasso       | 1–3    | 2–3       | Elim. Copa do Mundo 2010             |
| 38. | 5 de setembro de 2009   | Abidjan, Costa do Marfim          | Burquina Fasso       | 2–0    | 5–0       | Elim. Copa do Mundo 2010             |
| 39. | 5 de setembro de 2009   | Abidjan, Costa do Marfim          | Burquina Fasso       | 4–0    | 5–0       | Elim. Copa do Mundo 2010             |
| 40. | 10 de outubro de 2009   | Blantyre, Malawi                  | Malawi               | 1–1    | 1–1       | Elim. Copa do Mundo 2010             |
| 41. | 4 de janeiro de 2010    | Dar es Salaam, Tanzânia           | Tanzânia             | 0–1    | 0–1       | Amistoso                             |
| 42. | 15 de janeiro de 2010   | Cabinda, Angola                   | Gana                 | 3–1    | 3–1       | Copa das Nações Africanas 2010       |
| 43. | 30 de maio de 2010      | Évian-Les-Bains, França           | Paraguai             | 1–0    | 2–2       | Amistoso                             |
| 44. | 20 de junho de 2010     | Joanesburgo, África do Sul        | Brasil               | 1–3    | 1–3       | Copa do Mundo 2010                   |
| 45. | 27 de março de 2011     | Accra, Gana                       | Benim                | 1–1    | 2–1       | Elim. Copa das Nações Africanas 2012 |
| 46. | 27 de março de 2011     | Accra, Gana                       | Benim                | 2–1    | 2–1       | Elim. Copa das Nações Africanas 2012 |
| 47. | 5 de junho de 2011      | Cotonou, Benim                    | Benim                | 0–2    | 2–6       | Elim. Copa das Nações Africanas 2012 |
| 48. | 5 de junho de 2011      | Cotonou, Benim                    | Benim                | 0–2    | 2–6       | Elim. Copa das Nações Africanas 2012 |
| 49. | 10 de agosto de 2011    | Genebra, Suíça                    | Israel               | 4–2    | 4–3       | Amistoso                             |
| 50. | 13 de janeiro de 2012   | Abu Dhabi, Emirados Árabes        | Tunísia              | 2–0    | 2–0       | Amistoso                             |
| 51. | 22 de janeiro de 2012   | Malabo, Guiné Equatorial          | Sudão                | 1–0    | 1–0       | Copa das Nações Africanas 2012       |
| 52. | 4 de fevereiro de 2012  | Malabo, Guiné Equatorial          | Guiné Equatorial     | 1–0    | 3–0       | Copa das Nações Africanas 2012       |
| 53. | 4 de fevereiro de 2012  | Malabo, Guiné Equatorial          | Guiné Equatorial     | 2–0    | 3–0       | Copa das Nações Africanas 2012       |
| 54. | 2 de junho de 2012      | Abidjan, Costa do Marfim          | Tanzânia             | 2–0    | 2–0       | Elim. Copa do Mundo 2014             |
| 55. | 8 de setembro de 2012   | Abidjan, Costa do Marfim          | Senegal              | 3–2    | 4–2       | Elim. Copa do Mundo 2014             |
| 56. | 13 de outubro de 2012   | Dakar, Senegal                    | Senegal              | 1–0    | 2–0       | Elim. Copa das Nações Africanas 2013 |
| 57. | 13 de outubro de 2012   | Dakar, Senegal                    | Senegal              | 2–0    | 2–0       | Elim. Copa das Nações Africanas 2013 |
| 58. | 15 de novembro de 2012  | Linz, Áustria                     | Áustria              | 2–0    | 3–0       | Amistoso                             |
| 59. | 30 de janeiro de 2013   | Rustemburgo, África do Sul        | Argélia              | 1–2    | 2–2       | Copa das Nações Africanas 2013       |
| 60. | 14 de agosto de 2013    | East Rutherford, Estados Unidos   | México               | 1–3    | 1–4       | Amistoso                             |
| 61. | 7 de setembro de 2013   | Abidjan, Costa do Marfim          | Marrocos             | 1–1    | 1–1       | Elim. Copa do Mundo 2014             |
| 62. | 12 de outubro de 2013   | Abidjan, Costa do Marfim          | Senegal              | 1–0    | 3–1       | Elim. Copa do Mundo 2014             |
| 63. | 5 de março de 2014      | Bruxelas, Bélgica                 | Bélgica              | 2–1    | 2–2       | Amistoso                             |
| 64. | 31 de maio de 2014      | St. Louis, Estados Unidos         | Bósnia e Herzegovina | 1–2    | 1–2       | Amistoso                             |
| 65. | 4 de junho de 2014      | Frisco, Estados Unidos            | El Salvador          | 2–0    | 2–1       | Amistoso                             |

## Títulos
Chelsea

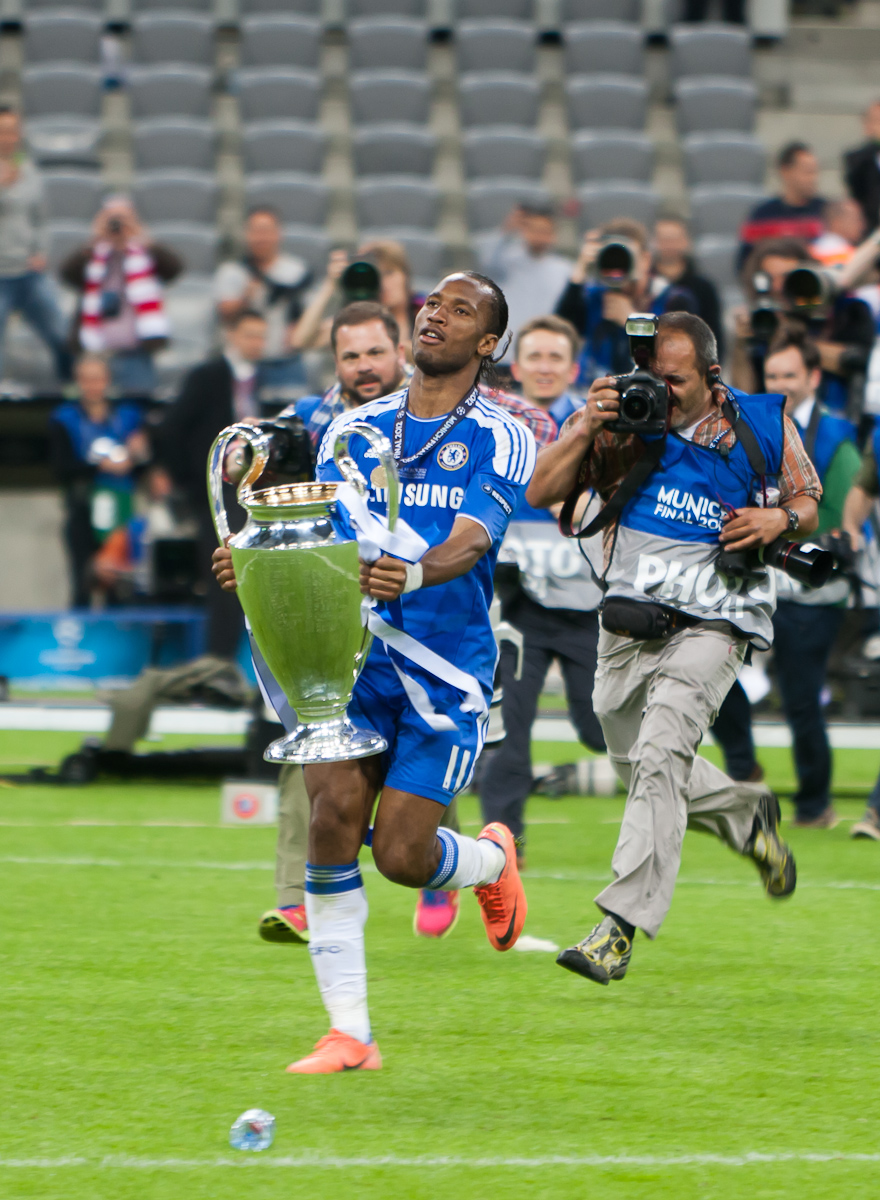
Drogba com o troféu da UEFA Champions League de 2011–12.

- Premier League: 2004–05, 2005–06, 2009–10 e  2014–15
- Copa da Liga Inglesa: 2004–05, 2006–07 e 2014–15
- Supercopa da Inglaterra: 2005 e 2009
- Copa da Inglaterra: 2006–07, 2008–09, 2009–10 e 2011–12
- Liga dos Campeões da UEFA: 2011–12

Galatasaray
- Campeonato Turco: 2012–13
- Supercopa da Turquia: 2013
- Copa da Turquia: 2013–14

### Prêmios Individuais
- FIFA World XI: 2007
- Time do Ano da UEFA: 2007
- Onze d'Or: 2004
- Onze de Bronze: 2007
- Esportista do Ano da GQ: 2012
- Futebolista Africano do Ano: 2006, 2009
- Futebolista Africano do Ano da BBC: 2009
- Maior Artilheiro Internacional do Mundo pela IFFHS: 2009 (15 gols)
- Jogador Marfinense do Ano: 2006, 2007, 2012
- Melhor Jogador da Ligue 1: 2003-04
- Equipe do Ano da Ligue 1: 2003-04
- Equipe do Ano da Premier League: 2006-07, 2009-10
- Líder de Assistências da Premier League: 2005-06
- Troféu Alan Hardaker: 2007
- Prêmio Golden Foot: 2013
- MLS All-Star: 2016
- Jogador do Ano do Chelsea: 2010
- Seleção da Copa das Nações Africanas: 2006, 2008, 2012
- Melhor Jogador do Futebol Turco: 2013
- Melhor Jogador da Final da UEFA Champions League: 2012
- Seleção Africana de Todos os Tempos da IFFHS: 2021
- Hall da Fama da Premier League: 2022

### Artilharias
- Copa das Nações Africanas: 2012 (3 gols)
- Copa da UEFA: 2003-04 (6 gols)
- Campeonato Inglês: 2006-07 (20 gols), 2009-10 (29 gols)
- Supercopa da Inglaterra: 2005 (2 gols)
- Supercopa da Turquia: 2013 (1 gol)